# Хацууме
«Хацууме» (Hatsuume, яп. 初梅) — ескортний міноносець Імперського флоту Японії, який взяв участь у Другій світовій війні.

## Історія створення
Корабель, який став тридцять другим серед завершених ескортних міноносців типу «Мацу» (та чотирнадцятим серед таких кораблів підтипу «Татібана»), заклали 8 грудня 1944 року на верфі ВМФ у Майдзуру. Спущений на воду 25 квітня 1945, став до ладу 18 червня того ж року.

## Історія служби

### У складі ВМС Японії
За весь час після завершення та до закінчення війни «Хацууме» не полишав вод Японського архіпелагу, при цьому з 15 липня він був підпорядкований військово-морському округу Майдзуру. 26 червня корабель підірвався на міні біля Майдзуру та отримав певні пошкодження, загинуло 4 члена екіпажу.
На момент капітуляції «Хацууме» перебував у все тому ж Майдзуру. У жовтні 1945-го його виключили зі списків ВМФ та призначили для участі у репатріації японців (по завершенні війни з окупованих територій на Японські острови вивезли кілька мільйонів військовослужбовців та цивільних японської національності).

### У складі ВМС Китаю
6 липня 1947-го корабель передали Китаю, де його перейменували у «Hsin Yang» (信陽). Після перемоги комуністів у громадянській війні корабель перейшов на Тайвань. У 1961 році його виключили зі списків флоту.